# 숀 파커

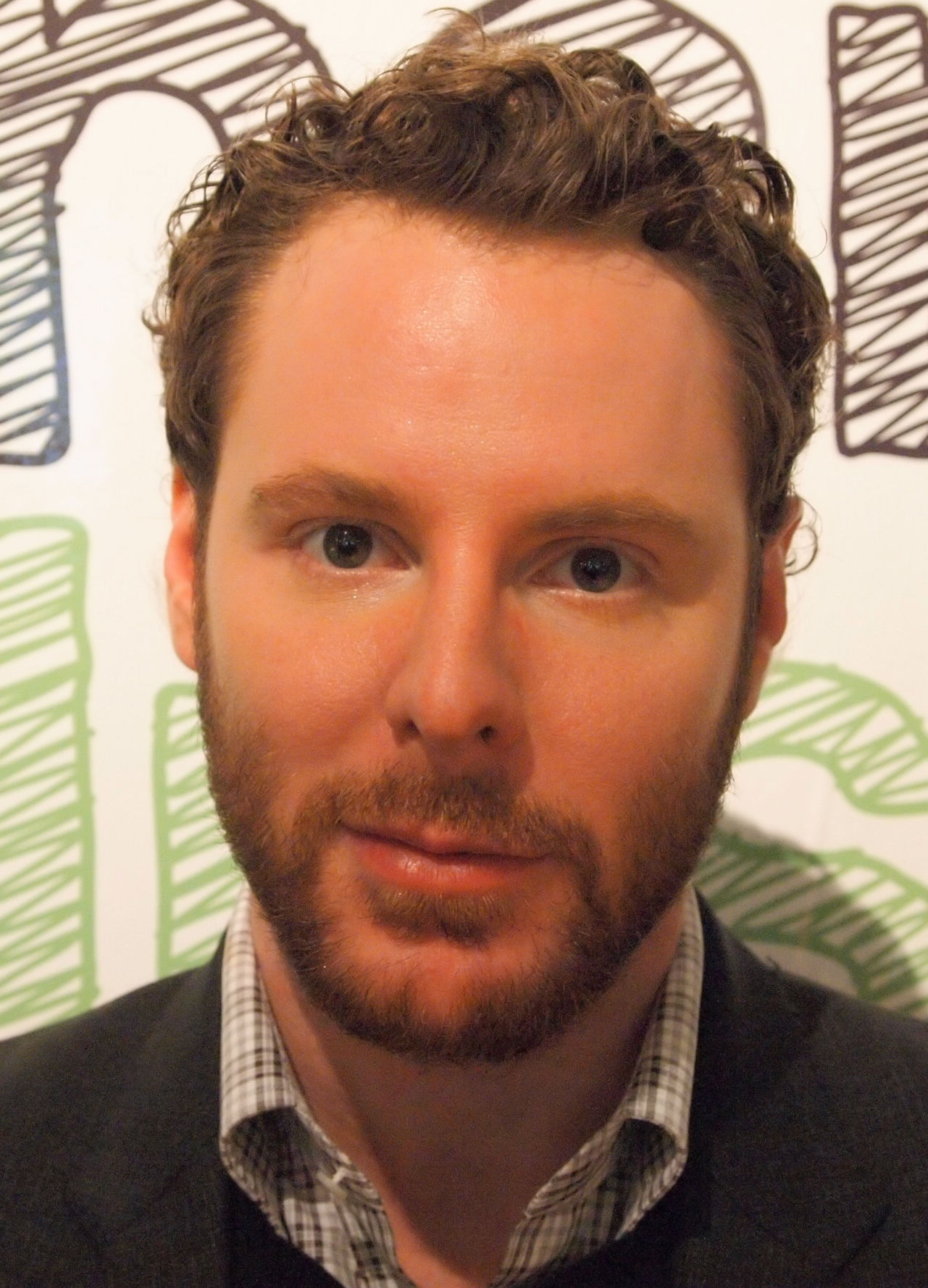
숀 파커

숀 파커(Sean Parker, 1979년 12월 3일 ~ )는 미국의 기업인으로, 파일 공유 서비스 냅스터의 공동 창업자이자 소셜 네트워킹 사이트 페이스북의 초대 사장이다. 그는 또한 플락소(Plaxo), 커시스(Causes), 에어타임(Airtime)의 공동 창업자이기도 하다. 2012년 3월 기준으로 파커의 총 재산은 21억 달러이다.